# Frank Dixon (Lacrossespieler)
Francis Joseph „Frank“ Dixon (* 1. April 1878 in St. Catharines; † 29. November 1932 ebenda) war ein kanadischer Lacrossespieler.

## Erfolge
Frank Dixon war bei den Olympischen Spielen 1908 in London Mitglied der kanadischen Lacrossemannschaft und spielte auf der Position des Torwarts. Neben ihm gehörten außerdem Patrick Brennan, John Broderick, George Campbell, Gus Dillon, Richard Duckett, Tommy Gorman, Ernest Hamilton, Henry Hoobin, Clarence McKerrow, George Rennie und Alexander Turnbull zum Aufgebot. Nach dem Rückzug der südafrikanischen Mannschaft wurde im Rahmen der Spiele lediglich eine Lacrosse-Partie gespielt, die zwischen Kanada und dem Gastgeber aus Großbritannien ausgetragen wurde. Nach einer 6:2-Halbzeitführung gewannen die Kanadier die Begegnung letztlich mit 14:10, sodass Dixon ebenso wie seine Mannschaftskameraden als Olympiasieger die Goldmedaille erhielt.
Da Dixon im Vorfeld der Spiele sowohl für Lacrosse-Mannschaften in Hamilton als auch Buffalo gespielt hatte, war sein Amateurstatus in Frage gestellt worden. Erst nach Abgabe einer eidesstattlichen Erklärung durfte er mitreisen. Auch nach den Spielen war Dixon noch lange Jahre im Lacrosse aktiv gewesen. Im November 1932 kam er bei einem Verkehrsunfall ums Leben.